# Haldi
Haldi (urartsko , Ḫaldi) je bil eden od treh glavnih božanstev Urartuja. Njegovo svetišče je bilo v  Ardiniju (Muṣaṣir).
Druga dva glavna bogova sta bila Tejšeba s središčem v Kumaniju in Šivini s središčem v Tušpi.
Od vseh bogov urartskega panteona je večina napisov posvečena prav Haldiju. Njegova žena je bila boginja plodnosti in umetnosti Urubani. Haldija so upodabljali kot moža s krili ali brez njih, ki stoji na levu.
Haldi je bil bog vojne, h kateremu so molili urartski kralji za zmage v bitkah. Njemu posvečeni templji so bili okrašeni z orožjem. Na stenah so viseli meči, kopja, loki in puščice in ščiti, zato so njegova svetišča včasih znana tudi kot  orožarne.

## Galerija
- Podnožje stebra s Haldije, ki stoji na levu, iz obdobja kralja Ruse II. (685–645 pr. n. št.), Muzej anatolskih civilizacij, Ankara, Turčija
- Načrt Haldijevega templja v trdnjavi Erebuni,  782 pr. n. št.
- Haldi, ki stoji na levu, armenska znamka, izdana leta 1993